# 2-я армия (Австро-Венгрия)
2-я армия — общевойсковое оперативное соединение императорской и королевской армий Австро-Венгрии во время Первой Мировой войны. В годы Первой мировой войны действовала на Восточном фронте, а в первый месяц войны частично на Балканском фронте.

## История
2-я армия была сформирована после объявления Австро-Венгрией мобилизации в августе 1914 года. После формирования армии она состояла из четырех корпусов: 3-й корпус, 4-й корпус, 7-й корпус и 12-й корпус. Командующим армией был назначен генерал от кавалерии Эдуард фон Бём-Эрмолли, командовавший армией на протяжении всего её существования.
В начале Первой Мировой войны 2-я армия участвовала в Сербской кампании, а затем её перебросили на восточный фронт. В Сербии армия действовала успешно, а на восточном фронте сразу после прибытия в полном составе 2-я армия приняла участие в сражении при Гнила-Липе. В этом сражении 2-я армия вместе с 3-й армией под командованием Рудольфа фон Брудермана потерпела сильное поражение и была вынуждена отступить, в результате чего был оставлен и Лемберг. Вскоре после этого 2-я армия вновь потерпела поражение в сражении при Рава-Русской (2 сентября — 11 сентября 1914 г.), в котором безуспешно пыталась провести комплексный маневр с юга для окружения русской 3-й армии.
В мае 1915 года 2-я армия принимала участие в Горлицком прорыве (1 мая — 18 сентября 1915 года). После того, как 11-я немецкая армия под командованием Августа фон Макензена прорвала русский фронт между Горлицой и Тарнувом, 2-я армия перешла в наступление и оттеснила 8-ю русскую армию под командованием Алексея Брусилова. С помощью 2-й армии 11-я немецкая армия 3 июня 1915 года заняла Перемышль, а 22 июня 2-я армия освободила Лемберг (Львов). Даже после взятия столицы Галичины 2-я армия продолжала наступление, пока в сентябре фронт не стабилизировался на рубеже западнее Тарнополя.
В марте 1918 года части 2-й армии участвовали в боях против сил УНР, а 14 марта 1918 года вошли в Одессу. После окончания операций 2-я армия была расформирована 16 мая 1918 года. На базе ее частей была сформирована Восточная армия.

## Структура армии

### 1914/1915
12-й Корпус генерала пехоты Германа Кёвесса фон Кёвессгаза:
- 31-я дивизия
- 32-я дивизия

4-й Корпус генерала от кавалерии Карла Терштянского фон Надаса:
- 16-й дивизион
- 35-й дивизион

Кавалерийский корпус Леопольда фон Хауэра:
- 9-я кавалерийская дивизия
- 3-я кавалерийская дивизия

## Командующие
Генерал-фельдмаршал Эдуард фон Бём-Эрмолли